# Алоя
Алоя (произношение) (на латвийски: Aloja) е град в северна Латвия, намиращ се в историческата област Видземе. Градът се намира на около 120 km от столицата Рига и на около 30 km от границата с Естония. През 1992 Алоя получава статут на град.

## Население
През 2007 Алоя е бил с постоянно население от 2565 като етническата структура на града е била следната:
- Латвийци – 2253
- Руснаци – 115
- Беларуси – 56
- Цигани – 52
- Други – 89